# Poa pattersonii
Poa pattersonii là một loài thực vật có hoa trong họ Hòa thảo. Loài này được Vasey miêu tả khoa học đầu tiên năm 1893.